# Comanche megye (Kansas)
Comanche megye az Amerikai Egyesült Államokban, azon belül Kansas államban található. Megyeszékhelye és legnagyobb városa Coldwater. Lakosainak száma 1689 fő (2020. április 1.). Comanche megye Kiowa, Harper, Clark, Barber és Woods megyékkel határos.

## Népesség
A megye népességének változása:
| Lakosok száma | 1886 | 1885 | 1921 | 1955 | 1843 | 1689 |
|               | 2010 | 2011 | 2012 | 2013 | 2015 | 2020 |